# Ik drink
Ik drink is een lied uitgevoerd door Ramses Shaffy. 
Het lied is een cover van La chanson de Paul (beginnende met "Ce soir, je bois"/"Vanavond, drink ik") gezongen door Serge Reggiani, maar geschreven door Alain Goraguer en Jean-Loup Dabadie. Shaffy liet er een Nederlandse tekst bij schrijven/vertalen door Boudewijn Spitzen, die ook wel werkte voor Liesbeth List. Harry van Hoof schreef het nieuwe arrangement, opnamen vonden plaats in de Wisseloordstudio's. Shaffy had destijds een voorkeur voor (in basis) Franse liedjes; hij was deels opgegroeid in Frankrijk.
Het lied gaat over een door de drank verloren gegane liefde. Die liefde was ontstaan in een periode dat de hoofdpersoon over straat zwierf en "haar" ontmoette voor een bioscoop. Zij ging met hem naar huis (en jij die mij toch binnenliet, letterlijk en figuurlijk), een liefde uit eenzaamheid is geboren. Uit het lied blijkt dat het geen gezonde relatie meer is (geworden). Hij, die toch al dronk, ging ermee verder. Ze zijn nu in het stadium, dat de man in de avond doordrinkt om zijn verleden te vergeten, terwijl zij al eenzaam naar bed gaat en gaat slapen.  
Het lied verscheen op Shaffy’s album Dag en nacht, waarop ook de single Laat me stond, ook al een lied dat opgenomen was door Reggiani. Ik drink werd later nog gezongen door Frank Boeijen (B-kant van single Hoe lang kun je samen), Frédérique Spigt en Liesbeth List.